# Чико и Роберта
Чи́ко и Робе́рта (порт. Chico & Roberta) — бразильский вокальный дуэт.
Стали всемирно известны как белая девочка и чёрный мальчик из клипа к песне «Lambada» группы Kaoma. Потом начали собственную карьеру как дуэт. Роберта пользовалась большой славой, но при этом получала угрозы смертью. Песни для них писала Лоалва Браз из группы Kaoma.
Среди их хитов как дуэта песня «Frente a Frente».

## История
Настоящее имя Чико — Вашингтон Оливейра, он родился в Бразилии 20 февраля 1979 года, на момент съемок клипа ему было 10 лет. Полное имя Роберты — Роберта де Брито, она родилась в Бразилии 27 апреля 1979 года.
В 1989 году они снялись в главных ролях в видеоклипе к песне группы Kaoma «Lambada», который рассказывал историю дружбы, любви и разлуки между двумя детьми — высокой и худой белой девочкой-блондинкой, очень красивой, и мальчиком-негритёнком. В клипе они танцуют ламбаду, и девочка получает за это пощечину от папы. Как пишет (в статье на своём сайте в 2013 году) французский еженедельник L’Express, их бешеный (фр. endiablée) танец остаётся в нашей памяти до сих пор.
После успеха песни «Lambada» продюсеры спросили у них, не хотят ли они выступать вдвоём как музыкальный дуэт. Они согласились.
Первой их песней как дуэта была песня «Frente a Frente» (1990), которая достигла 5 места во Франции. Потом последовали песни «Esperança do Natal» (1991) и «Festa no mar» (1992).
Дуэт распался в 1993 году.
Теперь (по состоянию на 2015 год) Чико пастор в евангелической церкви. Роберта же ветеринар, живёт спокойной жизнью в городе Бразилиа.